# الزیمه
الزیمه (به عربی: الزیمه) یک منطقهٔ مسکونی در عربستان سعودی است که در استان مکه واقع شده‌است.